# Josef Fitzthum

Josef Fitzthum (1938 oder früher)

Josef Fitzthum (* 14. September 1896 in Loimersdorf; † 10. Jänner 1945 in Wiener Neudorf) war ein österreichischer SS-Gruppenführer, Generalleutnant der Waffen-SS und Polizei, Politiker sowie Beauftragter des Reichsführers SS für Albanien.

## Leben
Fitzthum, Sohn des k. k. Verwalters Josef Fitzthum und von Elisabeth Bäumle, beide aus Mogolzen Bezirk Bischofteinitz (Westböhmen), gebürtig, absolvierte nach dem Besuch der Volksschule die österreichische Militärunterrealschule, -oberrealschule und -akademie.
Ab 1916 nahm er als Leutnant auf Seiten Österreichs am Ersten Weltkrieg beim 3. Regiment der Tiroler Kaiserjäger teil und wurde als erster Leutnant der k.u.k. Armee mit dem Orden der Eisernen Krone ausgezeichnet. Nachdem er 1917 noch zum Oberleutnant befördert worden war, war er bis Kriegsende an der italienischen Front bei der Fliegerkompanie 17 eingesetzt. Mitte Januar 1919 erfolgte seine Entlassung aus der Armee und ab 1920 war er im zivilen Staatsdienst beschäftigt. Von März 1923 bis 1933 war er als Sekretär an der Wiener Kunstgewerbeschule tätig. Mit Urteil vom 16. Oktober 1933 wurde er als Oberrevident der Kunstgewerbeschule Wien wegen Unterschlagung von 13.160 Schilling zu einem Jahr schweren Kerkers sowie zur Rückerstattung der veruntreuten Summe rechtskräftig verurteilt.
Fitzthum trat zum 4. Januar 1931 der NSDAP (Mitgliedsnummer 363.169) und am 13. Mai 1932 der SS (SS-Nummer 41.936) bei. Er trat im Frühjahr 1932 der XI. SS-Standarte in Wien bei und führte diese ab September 1932 für ein halbes Jahr. Wegen seiner Beteiligung an Anschlägen mit nationalsozialistischem Hintergrund wurde er 1933 verhaftet. Er war in Anhaltelagern (unter anderem im Kaisersteinbruch und Wöllersdorf) interniert, aus denen er zweimal von SS-Verbänden befreit wurde. Nach seiner 
Flucht aus dem Franz-Josef-Spital und der Ausbürgerung aus Österreich war er ab März 1936 hauptamtlicher SS-Führer im Deutschen Reich. Zunächst war er ab Mai 1936 bei der SS-Standarte „Germania“ und führte von Anfang Januar bis Ende September 1937 die 58. SS-Standarte mit Sitz in Köln.
Von Oktober 1937 bis März 1938 war er zunächst beim SD-Hauptamt tätig. Nach dem „Anschluss Österreichs“ war er seit dem 12. März 1938 stellvertretender Polizeipräsident von Wien, bis er im März 1940 wegen Korruption im Zuge von Arisierungsgeschäften von diesem Posten entbunden wurde. Ab 1938 war er in der 11. Wahlperiode Mitglied des Reichstages der NSDAP im nationalsozialistischen Reichstag. Fitzthum war ab 1937 mit Elisabeth Philippi verheiratet, aus der Ehe gingen zwei Söhne sowie am 12. Mai 1944 eine Tochter, Meinhild, hervor.
Im April 1940 wurde er zur Waffen-SS versetzt und wurde Kommandeur von SS-Totenkopfstandarten und SS-Infanterieregimentern. Von Mitte April 1942 bis Mai 1943 stellte er Freiwilligen-Verbände der Waffen-SS in den Niederlanden und Flandern zusammen. Von Oktober 1943 bis zum 1. Januar 1945 war er Beauftragter des Reichsführers SS Heinrich Himmler für Albanien mit Dienstsitz Tirana (auch geführt als Höherer SS- und Polizeiführer Albanien). Von April bis Juni 1944 war er zudem Kommandeur der 21. Waffen-Gebirgs-Division der SS „Skanderbeg“ (albanische Nr. 1). Vom 3. bis zum 10. Januar 1945 war er Divisionskommandeur der 18. SS-Freiwilligen-Panzergrenadier-Division „Horst Wessel“.
Am 10. Januar 1945 kam Fitzthum (letzte Wohnadresse: Sieveringer Straße 23, Wien-Döbling) bei einem Autounfall in Wiener Neudorf ums Leben. Sein Grab auf dem Grinzinger Friedhof wurde 1945 vom Kulturamt der Stadt Wien erworben und auf Friedhofsdauer gewidmet (Gruppe 22/Reihe 10/Nummer 9).

## Auszeichnungen
| Fitzthums SS-Ränge | Fitzthums SS-Ränge                                          |
| Datum              | Rang                                                        |
| ------------------ | ----------------------------------------------------------- |
| November 1932      | SS-Sturmbannführer                                          |
| November 1933      | SS-Obersturmbannführer                                      |
| März 1936          | SS-Standartenführer                                         |
| März 1938          | SS-Oberführer                                               |
| April 1940         | SS-Hauptsturmführer der Reserve (Waffen-SS)                 |
| Januar 1941        | SS-Sturmbannführer der Reserve (Waffen-SS)                  |
| April 1942         | SS-Obersturmbannführer der Reserve (Waffen-SS)              |
| November 1942      | SS-Standartenführer der Reserve (Waffen-SS)                 |
| Oktober 1943       | SS-Brigadeführer und Generalmajor der Waffen-SS und Polizei |
| August 1944        | SS-Gruppenführer und Generalleutnant der Waffen-SS          |

- Verwundetenabzeichen (1918) in Schwarz
- Blutorden
- Landesorden
- Eisernes Kreuz (1939) II. und I. Klasse
- Kriegsverdienstkreuz (1939) II. Klasse mit Schwertern
- Deutsches Kreuz in Gold[10]
- Infanterie-Sturmabzeichen
- Ehrendegen des Reichsführers SS
- Totenkopfring der SS